# Dead Survivors
Dead Survivors ist ein deutscher Independent-Splatterfilm des Regisseurs David Brückner aus dem Jahr 2010.

## Handlung
Die Bewohner einer ganzen Stadt sind durch ein Virus zu Zombies geworden. Elitekämpfer Chris versucht, mit einer kleinen Gruppe nicht Infizierter zu überleben. In einem verlassenen Herrenhaus kommen sie hinter die Ursachen der Epidemie.

## Veröffentlichung
Der Film feierte am 14. März 2010 in Glauchau seine Weltpremiere. Außerdem wurde er bei der 60. Berlinale 2010 vorgeführt.
Innerhalb der Reihe Midnight Movies startete der Film am 10. Februar 2012 in UCI Kinowelt-Kinos. Am 27. April 2012 wurde der Film schließlich auf DVD veröffentlicht.

## Kritiken
Während die Bewertung bei Moviepilot bei 1,3 liegt, ist der Film anhand von 118 Rezensionen mit 3,2 von 10 Punkten (Stand: Dezember 2024) bei der Internetdatenbank IMDb vertreten.
Das Deadline Filmmagazin sah in dem Film hingegen einen „der besten deutschen Zombiefilme überhaupt“. Nach dem Virus Magazine lieferte Regisseur David Brückner „eine Hommage an Resident Evil ab“.
Das "Spielemagazin.de" zieht 2012 folgendes Fazit: "Gehirn abschalten, Flasche Bier aufmachen. Wahlweise mit ein paar Zombie-Brüder vor die Mattscheibe gesellen und ab gehts. Uuuuaaaah!" Die Wertung liegt bei 68 von 100 Prozent.